# Жондза (гміна Станіславув)
Жондза (пол. Rządza) — село в Польщі, у гміні Станіславув Мінського повіту Мазовецького воєводства.
Населення — 389 осіб (2011).
У 1975-1998 роках село належало до Седлецького воєводства.

## Демографія
Демографічна структура станом на 31 березня 2011 року:
|          | Загалом | Допрацездатний вік | Працездатний вік | Постпрацездатний вік |
| -------- | ------- | ------------------ | ---------------- | -------------------- |
| Чоловіки | 209     | 47                 | 138              | 24                   |
| Жінки    | 180     | 37                 | 101              | 42                   |
| Разом    | 389     | 84                 | 239              | 66                   |